# 岡野史佳
岡野 史佳（おかの ふみか、12月28日 - ）は、日本の少女漫画家。福岡県福岡市出身。埼玉県在住。
代表作としては『フルーツ果汁100%』、『ハッピー・トーク』、『少年宇宙』、『ラブリー百科事典』などがある。

## 略歴
同郷・かわみなみのアシスタントを経て、1985年、第55回LMS（ララまんが家スカウトコース）第1位を受賞した投稿作『ファニー・スクープ』が『LaLa』本誌3月号に初掲載。同年の第20回LMHS（LaLaまんが・ハイスクール）の準入選作『HIGH TIME』も同誌5月号掲載ののち、『銀の贈り物』が『ララDELUXE NO.3』に掲載され公式デビュー。1986年度の「デビュー優秀者賞」も受賞している。白泉社の雑誌『LaLa』を中心に活動を展開。
なお『LaLa』に投稿していた理由を「私にとって神様」とまで呼ぶほど尊敬する坂田靖子がいたから、また坂田のようにコメディやシリアスと何でも描ける漫画家を目指すと1987年のインタビューで語っている。
2001年5月、白泉社の専属を離れる。その後は、角川書店の『月刊Asuka』、エニックスの『月刊ステンシル』、スクウェア・エニックスの『ガンガンパワード』誌などで執筆。また、福岡ソフトバンクホークスのオフィシャル球団誌『月刊ホークス』に4コマ漫画『タカまっしぐら!』の連載を行った。
2010年代は電子媒体での連載に活躍の場を移し、白泉社の電子雑誌『Love Silky』等にて執筆中。

## 作品リスト
巻数はコミックス版のもの
- 海育ちの風
- 1/2FAIRY!
- フルーツ果汁100%（全7巻）
- ハッピー・トーク（全3巻）
- 瞳のなかの王国（全3巻）
- 太陽の下でまってる（全4巻）
- 少年宇宙
- 37℃－ぼくのいちばんすきなもの－（全4巻）
- イリスの卵（全2巻）（中断）
- ラブリー百科事典（第1期、全2巻）（中断）
- 君の海へ行こう
- 薔薇科少年
- オリジナル・シン－原罪－（全4巻）
- 地上の星座
- 手のひらに星（全2巻）
- 月光晶（上下巻）
- ラブリー百科事典 〜極東フェアリーテイルズ〜（第2期、続刊）
- 天使の眠る間に
- 君がダイヤモンド
- 硝子の箱庭
- エーゲ海の誘惑
- 深紅のエスカ
- 彼の樹液、私の果実（電子書籍のみ）